# Castilla elastica

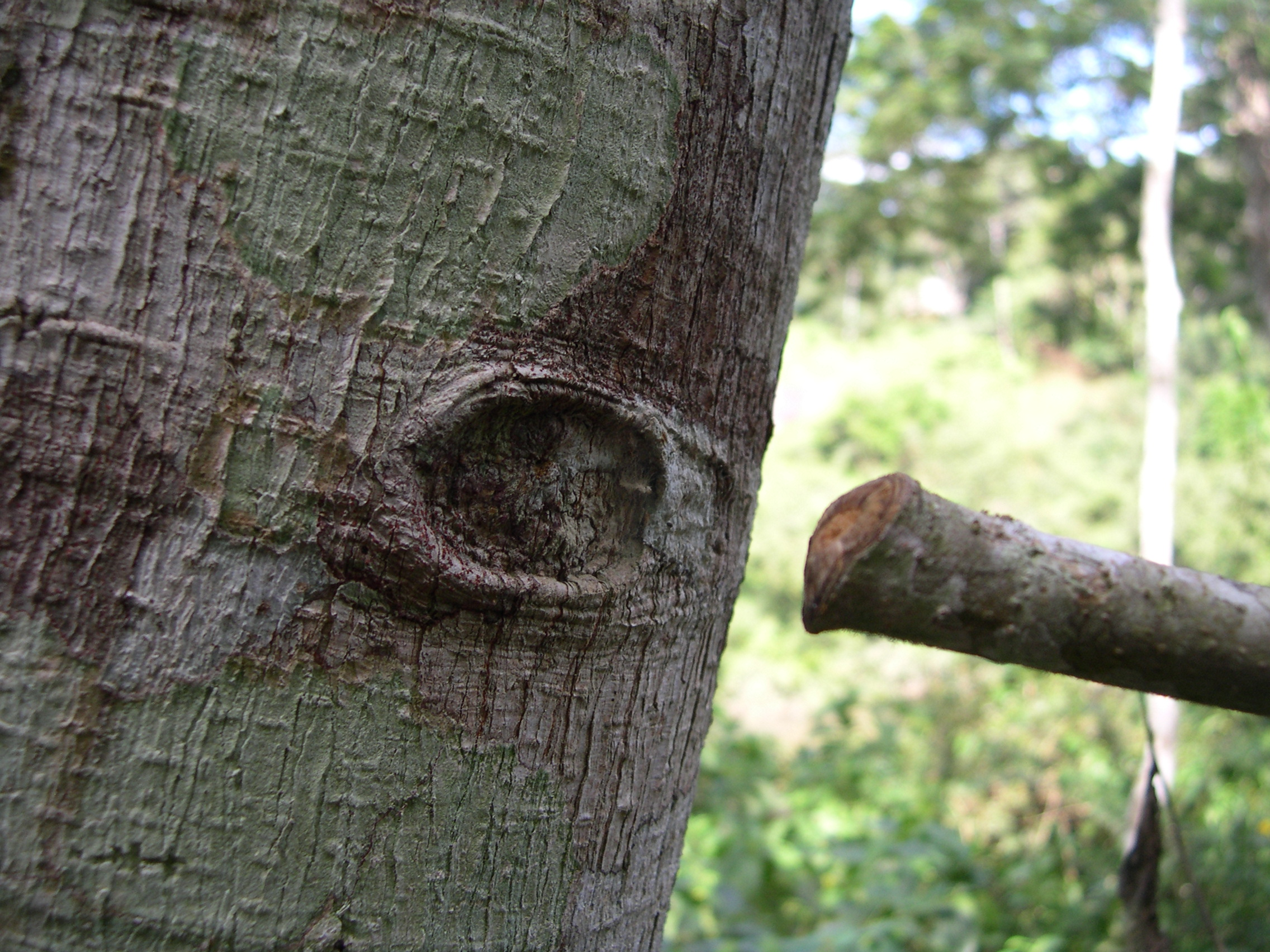
Detalle del tronco.

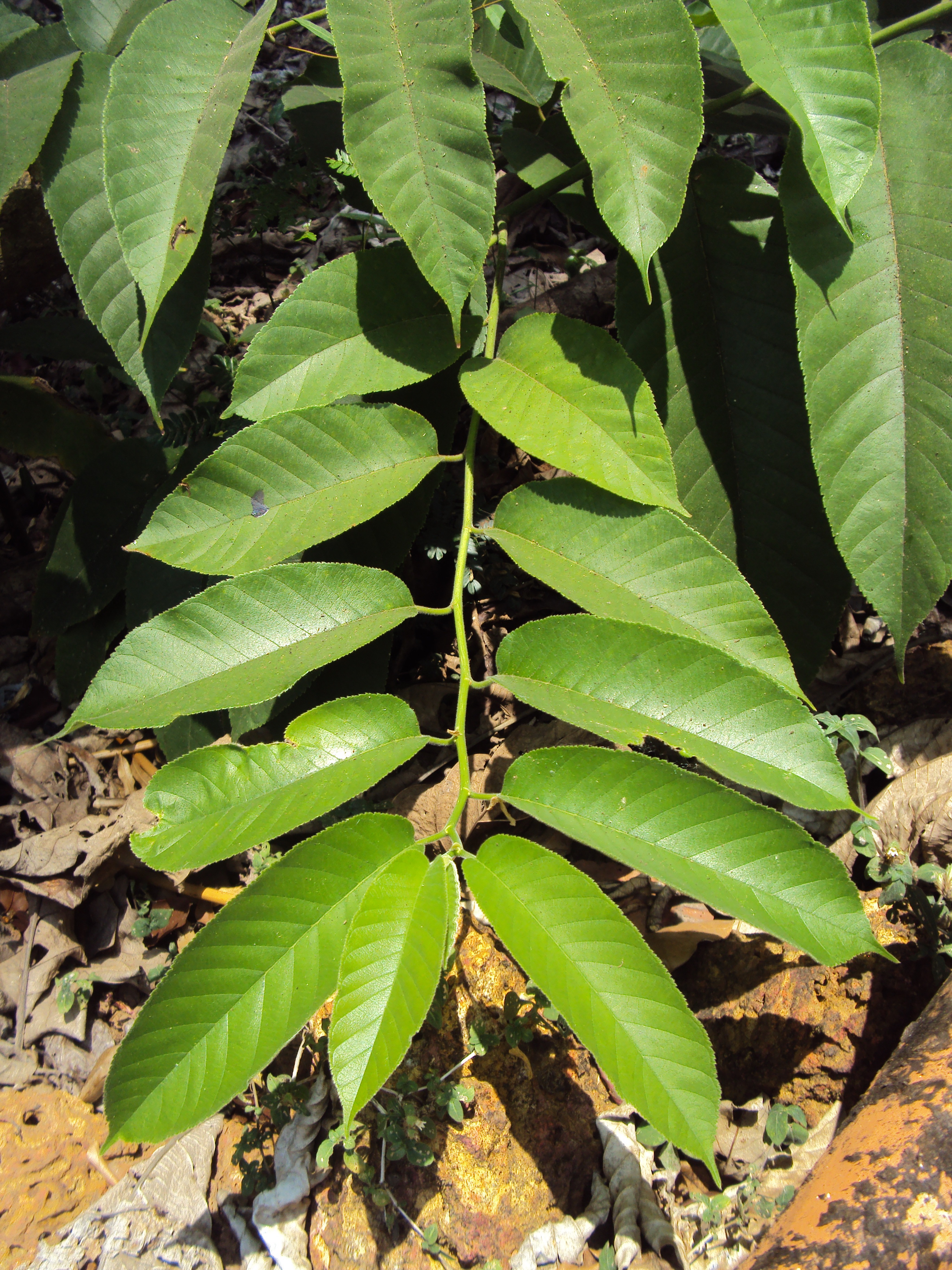
Detalle de las hojas.

Castilla elastica, llamado comúnmente caucho o hule (del náhuatl olli), es un árbol de la familia de las moráceas, nativo del sur de México y Centroamérica. Se encuentra en las selvas y prolifera del nivel del mar hasta los 600 o 780 m s. n. m. a temperatura media 25 °C, máxima de 33 °C y mínima de 19 °C, con precipitaciones menores de 1.500 mm anuales.

## Descripción
Alcanza de 20 a 25 m de alto de tronco recto, de 60 cm de diámetro, con ramas separadas entre sí, horizontales y con ligera forma de S; copa abierta y piramidal. Tiene hojas alternas, simples, de 20 por 10 a 45 por 20 cm, oblongas, con pecíolos de 4 a 25 mm de largo. Pierden sus hojas entre enero y mayo, excepto en zonas muy húmedas. Flores masculinas en receptáculos cóncavos en las axilas de las hojas caídas, de 1,5 cm de diámetro, sobre pedicelos bracteolados de 1 cm de largo, pubescentes; cada receptáculo rodeado por numerosas bractéolas ovadas, verde amarillentas y densamente pubescentes, con numerosos estambres de 4 a 5 mm de largo, de color crema. Flores femeninas en un receptáculo semicóncavo de 15 mm de ancho, sésiles, rodeadas por numerosas bractéolas ovadas, verde amarillentas, pubescentes. Drupas agregadas, de 4 a 5 cm de diámetro, cada fruto cónico, con 4 ángulos, cartilaginoso, contiene una o dos semillas de 8 a 10 mm de largo. Maduran de julio a octubre.

## Utilización
Su principal producto es el látex que se sangra del tronco y sirve para fabricar pelotas, guantes, impermeables, adhesivos, pinturas e impermeabilizantes. Constituyó la fuente principal de hule natural tanto en México como en América Central. La madera se podría utilizar en la fabricación de pulpa para papel.

## Propiedades
La medicina tradicional le atribuye propiedades para tratar dislocaciones y fracturas, contra la ronquera, para mejorar la vista, combatir los abscesos y la supuración. 
Indicaciones: es afrodisiaco, diurético. Abscesos, cólicos, constipados, fracturas, ronquera. [cita requerida]
Historia
En el siglo XVI, Martín de la Cruz la señala como antidisentérico. Bernardino de Sahagún, la consigna como antiséptico, eupéptico y contra enfermedades de los ojos.
En el Siglo XVIII (Francisco Javier Clavijero) se utilizaba para hacer capas, botas y sombreros impermeables al agua.
La Sociedad Mexicana de Historia Natural, en el siglo XIX, relata los usos siguientes: antidiarréico, antidisentérico, contra cefalalgias, emenagogo, esterilidad, migraña; disuelve las nubes de los ojos y limpia el útero. En el mismo siglo, Francisco Flores refiere: cuando una cicatriz en los labios quedaba defectuosa la sanaban cauterizando y suturaban la nueva herida con ulli derretido, para la laringitis frotaban la garganta con ulli, en las hemoptisis utilizaban el ulli mezclado con otras plantas. Para combatir la disentería y diarreas se hacían supositorios con el jugo del ulquahuitl y con piciétl que se introducían en el ano del paciente. En las retenciones de orina, para provocar su expulsión, le aplicaban sobre el ano, o la vulva -si se trataba de una mujer- fomentos de cocimiento de corteza de ulquahuitl. Lo mismo hacían con la amenorrea y para controlar que regrese el flujo menstrual. Para controlar las hemorragias preparaban un aceite con el ulli. La corteza tiene un efecto astringente.
En el siglo XX, Alfonso Herrera Fernández menciona: se fabrican objetos de farmacia con esta sustancia. Maximino Martínez, la prescribe para abscesos, como antidisentérico, contra enfermedades de los ojos, quemaduras, ronquera y supuración. Finalmente, la Sociedad Farmacéutica de México, la reseña como útil contra abscesos, llanto de los niños y supuración.

## Taxonomía
Castilla elastica fue descrita por Martín Sessé y Lacasta ex Vicente Cervantes y publicado en Gazeta de literatura de México Suppl.: 7–10, 2, en 1794.

#### Etimología
Ver: Castilla
elastica: epíteto latino que significa "elástica".

#### Subespecie
- Castilla elastica subsp. costaricana (Liebm.) C.C.Berg

#### Sinonimia
- Castilla elastica var. liga J.Poiss.
- Castilla guatemalensis Pittier
- Castilla gummifera (Bertol.) Standl.
- Castilla lactiflua O.F.Cook
- Castilla markhamiana Markham
- Castilla nicoyensis O.F.Cook
- Ficus gummifera Bertol.
- Urostigma gummiferum Miq.[5]